# Żuratyn
Żuratyn (ukr. Журатин) – wieś w obwodzie lwowskim, w rejonie złoczowskim (do 2020 roku do rejonie buskim) na Ukrainie.
W II Rzeczypospolitej gmina wiejska. Od 1 sierpnia 1934 r., w ramach reformy scaleniowej, stała się częścią Gminy Busk w powiecie kamioneckim.

## Położenie
Według Słownika geograficznego Królestwa Polskiego i innych krajów słowiańskich z XIX w. Żuratyn to wieś w powiecie Kamionka Strumiłowa, położona 30 km na południowy wschód od Kamionki Strumiłowej i na południowy zachód tuż za Buskiem.